# دنیل آتینزا
دنیل آتینزا (اسپانیایی: Daniel Atienza‎؛ زادهٔ ۲۲ سپتامبر ۱۹۷۴) دوچرخه‌سوار اهل اسپانیا است.